# Swarsen Nunatak
Swarsen Nunatak är en nunatak i Antarktis. Den ligger i Västantarktis. Argentina, Chile och Storbritannien gör anspråk på området. Toppen på Swarsen Nunatak är 2 010 meter över havet.
Terrängen runt Swarsen Nunatak är varierad. Trakten är obefolkad. Det finns inga samhällen i närheten.